# Larissa Farias
Larissa Farias (ur. 18 sierpnia 1996) – brazylijska judoczka.
Startowała w Pucharze Świata w 2016 i 2017. Piąta na igrzyskach panamerykańskich w 2019. Siódma na mistrzostwach panamerykańskich w 2018. Brązowa medalistka igrzysk Ameryki Południowej w 2018. Druga na MŚ juniorów w 2014 roku.